# جغرافيا دسوق

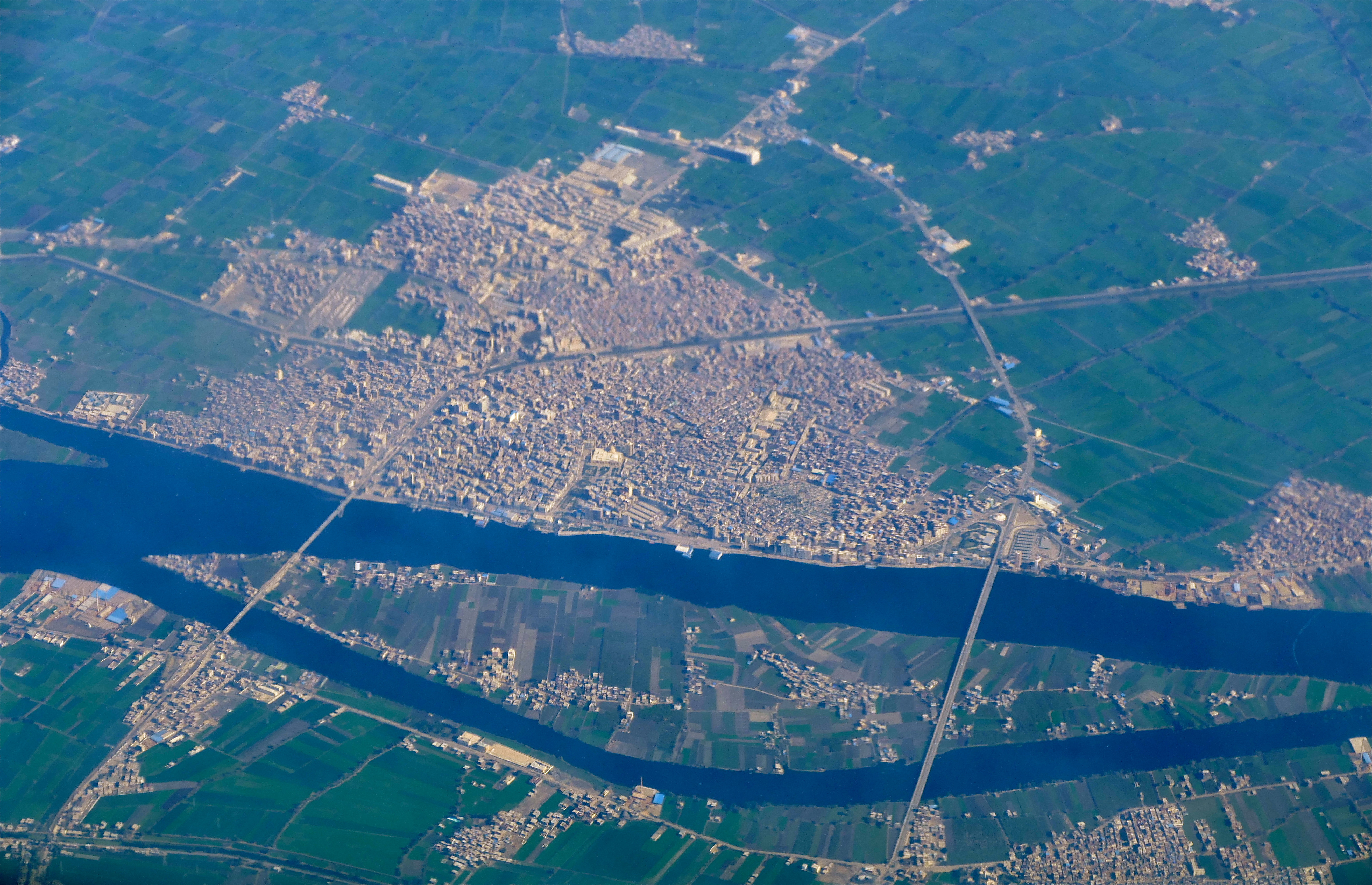
صورة جوية لمدينة دسوق

تقع مدينة دسوق في شمال دلتا النيل بجمهورية مصر العربية على خط طول 38' 30° شرقاً وخط عرض 07' 31°شمالاً، تتبع إدارياً لمحافظة كفر الشيخ، وهي تعتبر نقطة التقاء لمحافظات البحيرة والإسكندرية والغربية وكفر الشيخ، نظراً لموقعها المتوسط الرابط بين هذه المحافظات.
تشبه المدينة المثلث قائم الزاوية في مساحة تبلغ 5,30 كم²، رأسه في الشمال الشرقي وقاعدته في الجنوب الغربي على ساحل نهر النيل - فرع رشيد بامتداد مسافة 6 كيلومترات.
بلغ عدد سكان المدينة 137,660 نسمة حسب التعداد التقديري لعام 2011.

## الموقع الجغرافي

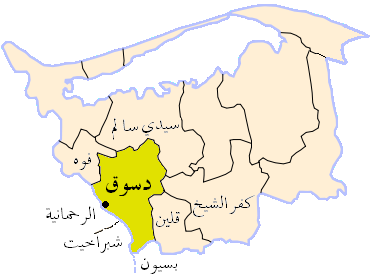
حدود مركز دسوق.

هو دراسة لموقع المدينة وعلاقته بالمناطق المحيطة بها، أي أنه الموقع النسبي الذي حدد كيان المدينة وعليه تعتمد حياتها، فمدينة دسوق تقع شمال دلتا النيل في مصر طبيعياً، وجنوب غرب محافظة كفر الشيخ إدارياً، حيث يحدها من الشمال الشرقي مركز سيدي سالم ومن الشمال الغربي مركز فوه، ومن الشرق مركز كفر الشيخ، ومن الجنوب الشرقي مركز قلين، ومن الغرب نهر النيل -فرع رشيد- كحد طبيعي فاصل بين محافظتي كفر الشيخ والبحيرة، فالأخيرة تقع على الضفة الغربية لفرع رشيد  متمثلة في ثلاث مراكز مواجهة لمدينة دسوق أقربهم الرحمانية في الغرب، ثم المحمودية في الشمال الغربي وشبراخيت في الجنوب والجنوب الغربي، أما جهة الجنوب الشرقي فيحدها مركز بسيون التابع لمحافظة الغربية. ويربط المدينة بمحافظة البحيرة عبر نهر النيل جسران، أولهما حديدي قديم يقع شمال المدينة أُنشئ عام 1897م وأُعيد إنشاؤه عام 1927م؛ وثانيهما كوبري دسوق العلوي الذي أُنشئ عام 1989 في جنوب المدينة ويصل المدينة بمدينة الرحمانية غرباً.

تطور الكتلة العمرانية لمدينة دسوق في النصف الثاني للقرن العشرين.

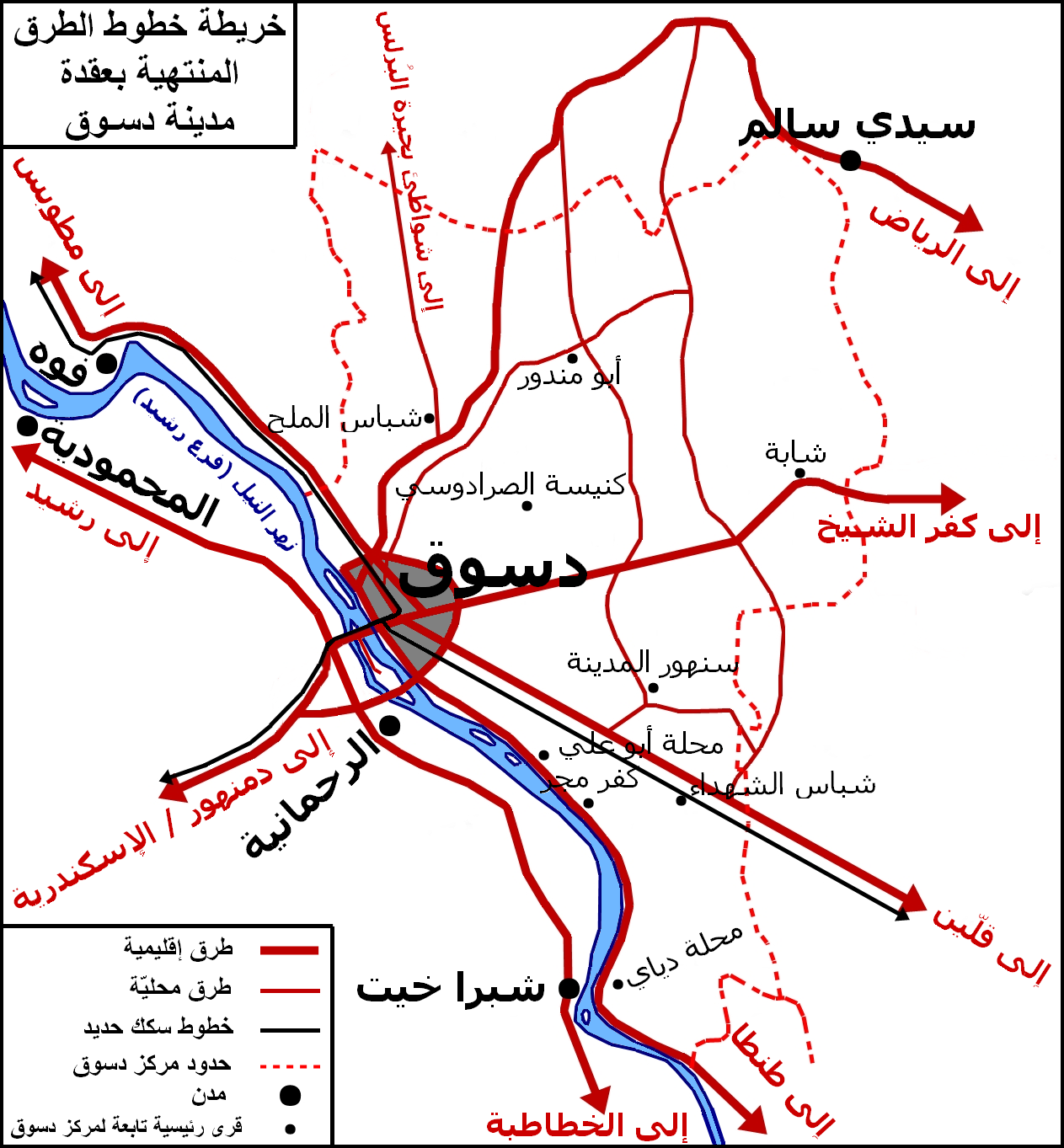
الطرق الرئيسية والفرعية التي تنتهي بعقدة مدينة دسوق، وذلك يعني إستراتيجية الموقع الجغرافي مما أدى لإزدهار التجارة بالمدينة.

ويحمل موقع دسوق الجغرافي في طياته بعض ميكانيزمات النمو نتيجة العلاقات التكاملية بسبب موقعها كحدٍ فاصلٍ بين مناطق استصلاح الأراضي شمال الدلتا أو ما يسمى بإقليم البراري الشهير بزراعة الأرز؛ وبين الكثافات المرتفعة جنوباً الشهيرة بزراعة الحاصلات التقليدية، وبسبب ذلك الموقع تميزت المدينة عن المدن المحيطة بها بالعديد من المميزات التي أسهمت في نموها بشكل سريع من أهمها:
- موضع المدينة: ويتمثل ذلك في رقعة الأرض المبني عليها المدينة التي تطل على نهر النيل مباشرة في الضفة الشرقية،[13] فقد أسهم هذا الموضع في خلق ثلاثة محاور للنمو في جهات الشمال والشرق والجنوب دون الغرب، فلكل مدينة خصائص موضع خاصة بها لا تتكرر عادة تساهم في نموها وتطورها.[14] بجانب ضرورة تواجد للعلاقة بين المدينة وإقليمها وريفها المحيط بها بهدف التبادل المنفعي، مما يخلق مركب إقليمي متميز.[15]
- الانقطاع التجاري: فمدينة دسوق تشتهر بالتجارة كحرفة أساسية لسكان المدينة [16] بنسبة 17,8% من سكان المدينة،[17] ويبلغ ذلك 64,8% من جملة العاملين بالتجارة بمحافظة كفر الشيخ،[18] وذلك بسبب وقوعها كبوابة عبور رابطة شرق ووسط الدلتا بغرب الدلتا، كما أنها تعد حداً فاصلاً لإقليم الزراعات التقليدية جنوباً وإقليم زراعة الأرز شمالاً.
- عقدية المواصلات: فالمدينة تعد من نقاط التجمع النقلي بشمال الدلتا بشكل عام ومحافظة كفر الشيخ بشكل خاص، فهي تتحكم في خمسة محاور نقلية رئيسية [19] (طرق: دسوق - الإسكندرية، دسوق - القاهرة، دسوق - كفر الشيخ،[20] دسوق - قلين، دسوق - طنطا) فضلاً عن الطرق الفرعية (طرق: دسوق - فوه - مطوبس، دسوق - سيدي سالم) بجانب الطرق المؤدية إلى القرى.[21]

### المساحة
مدينة دسوق هي الثانية كُبراً من حيث المساحة بعد مدينة كفر الشيخ في محافظة كفر الشيخ، وهي عاصمة مركز دسوق  الذي تبلغ مساحته 70,353 فدان، أي يعادل 25,954 كم²، ويشكل نسبة 7.9% من مساحة الكليّة لمحافظة كفر الشيخ. أما مساحة المنطقة الحضرية (قسم دسوق) فتبلغ حوالي 2,905.9 فدان من المركز، ويعادل 11.76 كم² تقريباً. ويَضم قسم دسوق حيّين هما حي شمال وحي جنوب يقسم كل منهما إلى مناطق، أمّا ريف المركز فبه 11 قرية رئيسية تعد عواصم للوحدات المحلية، تتبعها 32 قرية تابعة و 253 عزبة.

## طبوغرافية المدينة

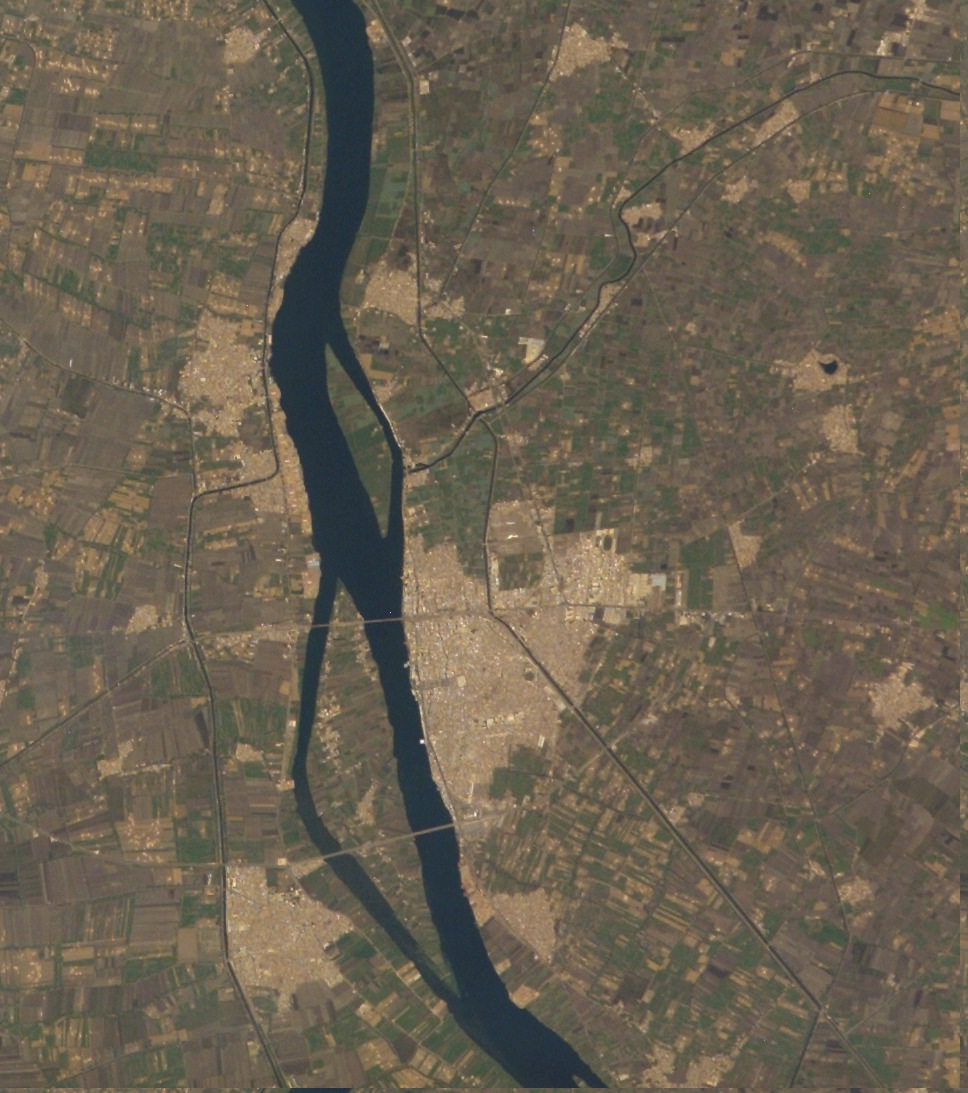
صورة فضائية من ناسا، تظهر مدينة دسوق شرق فرع رشيد، وتحيط بها أراضي سهلية في جميع الجهات الأخرى

تقع مدينة دسوق فوق أرض السهل الفيضي الدلتاوي على الضفة الشرقية لنهر النيل (فرع رشيد)، حيث الأراضي السهلية المنبسطة، وتحيط بالمدينة من جميع الاتجاهات، ما عدا جهتي الغرب والجنوب الغربي حيث نهر النيل الذي تتوسطه جزيرتان هما الرحمانية والوكيل. ويمر خط كنتور 4 متر فوق مستوى سطح البحر بوسط مدينة دسوق  ليقسمها إلى شطرين على محور شمال غرب - جنوب شرق حيث الانحدار المحلي للمنطقة من الجنوب الغربي عند الضفة الشرقية لفرع رشيد باتجاه الشمال الشرقي، فيبلغ معدل الانحدار 1 : 11 كم، أي أن ارتفاع المنسوب يَنخفض بمقدار مترٍ واحدٍ لكل مسافة أفقية قدرها إحدى عشر كيلومتراً، وهذا المعدل ليس ثابتاً ولكنه يختلف من منطقة إلى أخرى. بينما الانحدار العام للدلتا من الجنوب إلى الشمال حسب الانحدار العام لجمهورية مصر العربية.

## الخصائص الجيولوجية والجيومورفولوجية

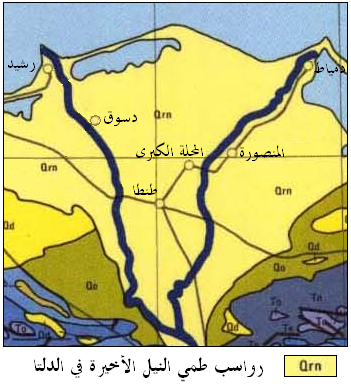
خريطة جيولوجية للدلتا تبيّن موقع دسوق على أرض مكونة من طمي النيل.

### التكوينات الجيولوجية بمنطقة دسوق
في عصر البلايوسين، ترسبت الحصى المعروفة بالحصى البلايوسينية البحرية - النهرية في قاع كل من وادي النيل والدلتا، وتمثل هذه الرواسب أقدم الرواسب في الدلتا. أما خلال فترة البليستوسين الأسفل فقد ترسبت مجموعة خشنة من الرواسب تتألف من الرمال الخشنة والحصى النهري وقليل من الرمال الناعمة والطمي، وتمثل هذه الرواسب الطبقة الوسطى من الدلتا. أما فترتا البليستوسين الأعلى والهولوسين فقد كانتا فترتين يُميزهما ترسب الغرين النيلي والطمي.

### التربة
تتشكل تربة أرض المدينة من الطمي المكون لدلتا النيل والتي يبلغ سمكها نحو عشرة أمتار أرسبتها مياه الفيضان، ويقدر عمرها بنحو 10,000 سنة، وتتألف من حبيبات دقيقية من مواد معدنية تخلط فيها الرمال بنسب صغيرة، وترتكز هذه الطبقة على طبقات سفلى أقدم منها عمراً، وتصلح هذه التربة للزراعة.
يظهر في القطاع الطولي لتربة مدينة دسوق وجود طمي طيني ذا قوام متوسط، ويرجع ذلك إلى أن أرض دسوق هي أرض رسوبية نهرية، وغالبية هذه الأراضي تقع قرب نهر النيل (فرع رشيد). وأحياناً تغطى هذه الأراضي متوسطة القوام بطبقة من القوام الثقيل الطيني الخفيف، وفي مناطق أخرى تكون هذه الأراضي متوسطة القوام فوق تربة رملية.
كما توجد أراضي عميقة القطاع رسوبية نهرية خشنة القوام، أي رملية طميية، ويظهر ذلك في طول القطاع، وتنتشر تلك التربة بجوار مجرى فرع رشيد، وقد تكون مغطاة بطبقة طينية أو طميية أو طميية طينية.

### المياه الباطنية
يتراوح سُمك الخزان الجوفي بمنطقة المدينة بين 600 إلى 800 متر، ويَبلغ سُمك طبقة المياه العذبة في الخزان الجوفي حوالي 25 متر تقريباً، أما درجة ملوحة المياه الجوفية فتتراوح بيبن 300 إلى 600 جزء من المليون، ويُقاس ذلك بشكل دقيق حسب القرب أو البعد عن مجرى نهر النيل (فرع رشيد)، بينما يتراوح مستوى الماء الأرضي بمنطقة إقليم دسوق بين 80 إلى 150 سم من سطح الأرض، ويكون منسوبها مرتفعاً بمدينة دسوق والقرى المحيطة بها مثل كفر إبراهيم وكفر العرب.

## المناخ
يندرج مُناخ دسوق في إقليم مناخ البحر المتوسط الموجود على طول ساحل البحر المتوسط، أي أنه حار جاف صيفاً؛ دافئ ممطر شتاءً، وبتعبير آخر، تتميز المدينة بمناخ معتدل نسبياً.
| البيانات المناخية لـدسوق     | البيانات المناخية لـدسوق | البيانات المناخية لـدسوق | البيانات المناخية لـدسوق | البيانات المناخية لـدسوق | البيانات المناخية لـدسوق | البيانات المناخية لـدسوق | البيانات المناخية لـدسوق | البيانات المناخية لـدسوق | البيانات المناخية لـدسوق | البيانات المناخية لـدسوق | البيانات المناخية لـدسوق | البيانات المناخية لـدسوق | البيانات المناخية لـدسوق |
| الشهر                        | يناير                    | فبراير                   | مارس                     | أبريل                    | مايو                     | يونيو                    | يوليو                    | أغسطس                    | سبتمبر                   | أكتوبر                   | نوفمبر                   | ديسمبر                   | المعدل السنوي            |
| ---------------------------- | ------------------------ | ------------------------ | ------------------------ | ------------------------ | ------------------------ | ------------------------ | ------------------------ | ------------------------ | ------------------------ | ------------------------ | ------------------------ | ------------------------ | ------------------------ |
| متوسط درجة الحرارة الكبرى °ف | 54.0                     | 54.1                     | 64.2                     | 67.6                     | 68.9                     | 70.9                     | 74.7                     | 78.1                     | 70.2                     | 65.5                     | 57.4                     | 48.4                     | 64.5                     |
| متوسط درجة الحرارة الصغرى °ف | 45.7                     | 48.7                     | 51.4                     | 56.1                     | 58.3                     | 61.3                     | 64.0                     | 66.4                     | 59.5                     | 56.8                     | 50.5                     | 41                       | 55.0                     |
| الهطول إنش                   | 1.7                      | 1.4                      | 0.5                      | 0.2                      | 0.0                      | 0                        | 0                        | 0                        | 0.3                      | 0.4                      | 0.5                      | 1.4                      | 6.4                      |
| متوسط درجة الحرارة الكبرى °م | 12.2                     | 12.3                     | 17.9                     | 19.8                     | 20.5                     | 21.6                     | 23.7                     | 25.6                     | 21.2                     | 18.6                     | 14.1                     | 9.1                      | 18.0                     |
| متوسط درجة الحرارة الصغرى °م | 7.6                      | 9.3                      | 10.8                     | 13.4                     | 14.6                     | 16.3                     | 17.8                     | 19.1                     | 15.3                     | 13.8                     | 10.3                     | 5                        | 12.8                     |
| الهطول مم                    | 43                       | 36                       | 13                       | 4                        | 1                        | 0                        | 0                        | 0                        | 7                        | 10                       | 12                       | 35                       | 161                      |
| المصدر:                      |                          |                          |                          |                          |                          |                          |                          |                          |                          |                          |                          |                          |                          |

### الحرارة

متوسطات درجات الحرارة ونهايتها العظمى بمدينة دسوق على مدار العام.

يمتد فصل الشتاء في دسوق عبر شهور ديسمبر ويناير وفبراير، وتتراوح درجة الحرارة العظمى فيه ما بين 7 و18 درجة مئوية في معظم الأحيان، وتتعرض دسوق خلال هذا الفصل إلى العديد من العواصف الرعدية الشديدة والأمطار الغزيرة التي قد تستمر لعدة أيام متواصلة بدون انقطاع مع هطول البرد والثلوج في بعض الأحيان، خصوصاً في أواخر شهر ديسمبر وشهر يناير. أما فصل الصيف فيمتد عبر شهور يونيو، يوليو، وأغسطس، وتترواح درجة الحرارة فيه ما بين 20 و30 درجة مئوية، ويتميز صيف دسوق بالجفاف وارتفاع نسبة الرطوبة. أما فصلا الربيع والخريف فيعتبران أفضل وقت في السنة، وفيهما لا تزيد درجة الحرارة العظمى عن 22 درجة مئوية حسب المعدلات المعتادة. ولكن فصل الخريف أفضل من الربيع نظراً لعدم وجود رياح الخماسين أو الرياح المحملة بالأتربة.

### الرطوبة النسبية
وهي نسبة بخار الماء الموجودة في الهواء،
 ونظراً لوقوع مدينة دسوق في أقصى شمال مصر وقربها من مسطحين مائيين كبيرين هما: بحيرة البرلس والبحر الأبيض المتوسط، واشرافها مباشرةً على نهر النيل، فيَنتج عن كل ذلك أن ارتفاع الرطوبة النسبية بمناطق المدينة يَختلف كثيراً عما هو عليه في المدن الواقعة في الجنوب منها مثل مدينتي بسيون وطنطا، وترتفع نسية الرطوبة في أواخر فصول الصيف والخريف والشتاء، بينما تقل عن ذلك في فصل الربيع وأوائل فصل الصيف.
وتصل الرطوبة إلى أقصاها في شهر أغسطس بنسبة 73%، بينما تصل أدناها في شهر مايو بنسبة 59%.

### الرياح

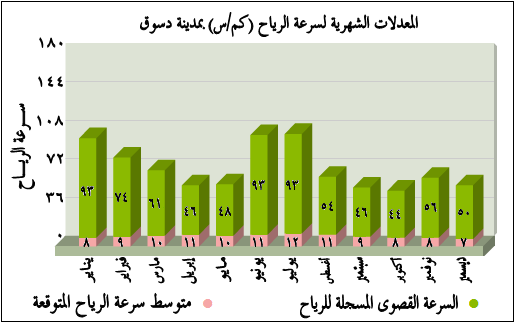
المعدلات الشهرية لسرعة الرياح (كم/ساعة) بمدينة دسوق.

يسود هبوب الرياح الشماليّة الغربية على المدينة، وتصل نسبة هبوبها السنويّة 39.8%، تليها الرياح الجنوبية الغربية بنسبة 12.4%، ثم الرياح الشمالية والشمالية الشرقية بنسبة 10.9% لكل منهما، بينما تصل نسبة سكون الهواء 5.1%، والرياح الشمالية الغربية عموماً معتدلة ملطفة.
ويرجع تأثر المدينة بالرياح الشمالية بشكلٍ عام نظراً لتطرف موقعها بالنسبة لمصر في أقصى الشمال.
تبلغ الرياح أقصى سرعةً لها في شهر أبريل، حيث بلغت 5.4 عقدة/ساعة (10 كم/ساعة)، أما أقل سرعة للرياح في شهر شهر نوفمبر فهي 3.2 عقدة/ساعة (5.93 كم/ساعة)، أما المتوسط السنوي لسرعة الرياح يبلغ 4.2 عقدة/ساعة (7.78 كم/ساعة).

### المطر

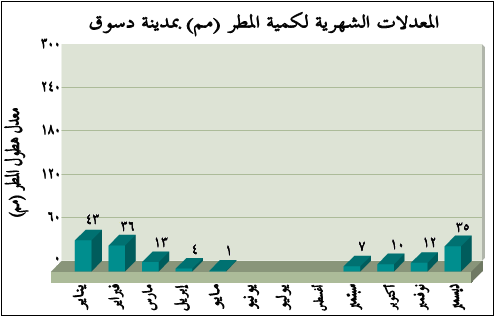
المعدلات الشهرية لكمية المطر (مم) بمدينة دسوق عام 2010.

يعتبر شهر يناير أكثر الشهور مطراً؛ حيث تبلغ كمية المطر به 43 مم، بينما الأمطار نادرة في الصيف خاصةً في شهري يونيو ويوليو، وتبلغ كمية المطر السنوي 189.6 مم.

### التبخر
هو عملية تحويل الماء من الحالة السائلة إلى الحالة الغازية على شكل بخار، وتبلغ معدلات التبخر أقصاها في شهور الصيف؛ خاصةً في شهر يونيو (6.8 مم)، وأدناها في الشتاء في شهري يناير (2.5 مم)، بينما يصل المتوسط السنوي للتبخر 4.6 مم، وبمقارنة معدلات التبخر وكميات المطر خلال أشهر السنة بمدينة دسوق؛ نجد أن المدى كبير بينهما خاصةً في فصل الشتاء، حيت نجد أن كمية المطر في شهر يناير 25.1 مم، بينما معدل التبخر في هذا الشهر 2.5 مم، فيكون المدى بينهم 22.6 مم، بينما في أشهر الصيف يكون المطر نادر السقوط؛ وتصل معدلات التبخر أقصاها في هذا الفصل، ففي شهر يونيو ذو المطر النادر تكون معدلات البخر 6.8 مم، وبالتالي يكون المدى بينهم 6.8 مم.

## التركيبة السكانية
مدينة دسوق ذات تعداد سكاني متوسط إذا ما قورنت بالمدن الكبرى في مصر، مثل القاهرة والإسكندرية. فقد شهدت المدينة خلال حوالي مائة عام (من 1882 إلى 1986) نمواً سريعاً، حيث تضاعف عدد السكان ما يقرب من عشرة أمثال ما كانت عليه عام 1882، فقد تزايد عدد السكان من 8464 نسمة إلى 78316 نسمة عام 1986.
| السنة      | 1882    | 1897     | 1907     | 1927     | 1937     | 1947     | 1960     | 1966     | 1976     | 1986     | 1996     | 2003     | 2006      | 2007      | 2008      | 2009      | 2016      | 2017      |
| ---------- | ------- | -------- | -------- | -------- | -------- | -------- | -------- | -------- | -------- | -------- | -------- | -------- | --------- | --------- | --------- | --------- | --------- | --------- |
| عدد السكان | ▲ 8,464 | ▲ 11,878 | ▲ 14,837 | ▲ 22,237 | ▼ 15,368 | ▲ 23,725 | ▲ 39,473 | ▲ 45,580 | ▲ 58,700 | ▲ 78,316 | ▲ 91,318 | ▲ 101,74 | ▲ 106,827 | ▲ 123,715 | ▲ 126,759 | ▲ 129,604 | ▲ 135,336 | ▲ 135,725 |

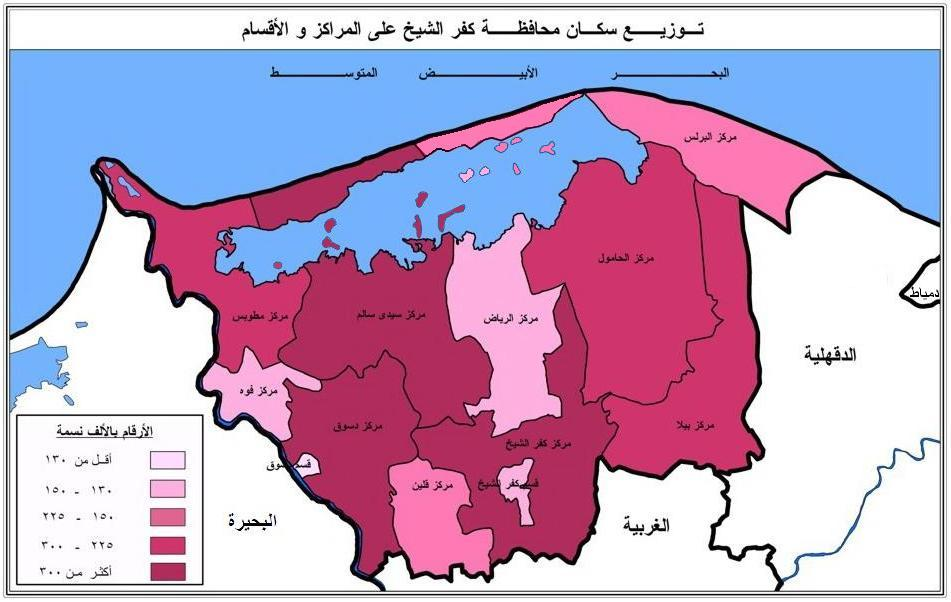
الكثافة السكانية عالية بمركز دسوق وفقاً لخريطة توزيع السكان بمحافظة كفر الشيخ عام 2009.

وقد أثر ارتفاع عدد السكان سلباً على النسق البيئي للمدينة والهيراركية الحجمية لمدن محافظة كفر الشيخ  بسبب عدة عوامل:
- ارتفاع نسبة المواليد وقلّة الوفيات لارتفاع مستوى الخدمات الصحية.
- الهجرة المتزايدة إلى المدينة -خصوصاً من الريف- لأجل العمل بها، ونتج عن ذلك زيادة نسبة الذكور عن الإناث.
- انتشار ظاهرة التريف الحضري.[60]
- نمو العشوائيات في الضواحي والبناء على الأراضي الزراعية الملاصقة لحدود المدينة.
- تقلص نسبة فرص العمل، المؤدي إلى زيادة نسبة البطالة.
- قصور المرافق وعجز الخدمات عن الإيفاء بمتطلبات السكان.[61]

حسب الإحصاء الرسمي عام 2006، يلاحظ أن عدد سكان المدينة 106,827 نسمة، وارتفع السكان بشكل هائل بمقدار 19,932 نسمة بسبب الهجرة، وفي عام 2009 زادوا 2845 نسمة فقط حسب التعداد التقديري السنوي.
| عدد سكان مدينة دسوق             | 137,660 نسمة |
| عدد سكان مركز دسوق              | 406,971 نسمة |
| إجمالي سكان المدينة وقرى المركز | 544,631 نسمة |

### مشاكل سكانية
تتركز أغلب مشاكل المدينة سكانياً في منطقة الأعمال المركزية (وسط المدينة)، حيث يتركز فيها العديد من الأنشطة والخدمات التعليمية والإدارية والأسواق التجارية (الجملة والقطاعي)، وكل ذلك أدى إلى:
- التزاحم المروري، ووجود الكثير من العقد المرورية، وذلك بسبب ضيق معظم الشوارع، وزيادة المرور العابر الآتي من الطرق الإقليمية من داخل المدينة.
- تمركز السكان في منطقة الأعمال المركزية.
- زيادة الزحام بصفة مستمرة من قبل الوفود الآتية إلى المدينة، خصوصاً أوقات المناسبات والأعياد.